# 78577 JPL
78577 JPL este un asteroid din centura principală de asteroizi.

## Descriere
78577 JPL este un asteroid din centura principală de asteroizi. A fost descoperit pe 10 septembrie 2002 la Wrightwood de James Whitney Young. El prezintă o orbită caracterizată de o semiaxă mare de 2,94 ua, o excentricitate de 0,10 și o înclinație de 0,7° în raport cu ecliptica.